# Nassiet
 Nassiet  (también así en occitano) es una población y comuna francesa, situada en la región de Aquitania, departamento de Landas, en el distrito de Dax y cantón de Amou.

## Demografía
| 382 | 334 | 313 | 285 | 262 | 279 |
| Para los censos de 1962 a 1999 la población legal corresponde a la población sin duplicidades (Fuente: INSEE [Consultar]) |     |     |     |     |     |